# Kościół Krystyny w Falun
Kościół Krystyny (szw. Kristine kyrka) – siedemnastowieczna luterańska świątynia parafialna znajdująca się w szwedzkim mieście Falun.

## Historia
Budowę kościoła rozpoczęto w roku 1642. W 1651 zakończono budowę sklepień, a świątynię konsekrowano w pierwszą niedzielę Adwentu 1655 roku. Pracami kierował mistrz Hans Ferster, dokończył je Jürgen Fischer. Cegły wykonano w cegielni Rankhyttan. Nazwa świątyni upamiętnia królową Krystynę Wazównę. Wieża, wzniesiona w latach 1658–1660, spłonęła 26 czerwca 1711 wskutek uderzenia pioruna, zniszczony został hełm, zegar oraz dzwony. Hełm odbudowano w latach 1863–1865 wg. projektu Johana Fredrika Åboma. W latach 1903–1906 świątynię przebudowano wg. projektu Carla Möllera i Agiego Lindegrena. Renowacje miały miejsce w latach 1965–1966 i w 1994 roku, a w roku 2004 wymieniono pokrycie dachu.

## Architektura i wyposażenie
Trójnawowa świątynia łączy cechy późnego renesansu i baroku, może pomieścić 800 osób i jest przystosowana dla osób z niepełnosprawnością. Ściany kościoła są podparte skarpami i zwieńczone gzymsem. Na dachu prezbiterium ustawiona jest sygnaturka, a do jego bryły od północy dostawiono zakrystię. Do kościoła wchodzi się przez trzy portale z brązowymi drzwiami wykonanymi w roku 1906 jako kopie XVII-wiecznych oryginałów. Wnętrze ma układ pseudobazylikowy, przykryte jest sklepieniami gwiaździstymi. Kolumny wzniesiono z czerwonego wapienia z kamieniołomu w Rättvik. Marmurowy ołtarz główny powstał w roku 1906. Ambona pochodzi z roku 1654, została przemalowana oraz pozłocona w latach 1903-1906. Świątynię zdobi również barokowo-rokokowa chrzcielnica. Na emporze znajdują się 30-głosowe, romantyczne organy z neobarokowym prospektem z warsztatu Setterquist & Son Orgelbyggeri, ustawione w roku 1906. W 1982 zbudowano kolejny 30-głosowy instrument, inspirowany organami barokowymi, wykonany przez przedsiębiorstwo A. Magnusson Orgelbyggeri AB. Trzecie, najmniejsze organy, znajdują się w kaplicy Maryi. Na wieży zawieszono trzy dzwony o wagach: 4200 kg, 2130 kg i 1130 kg.

## Galeria

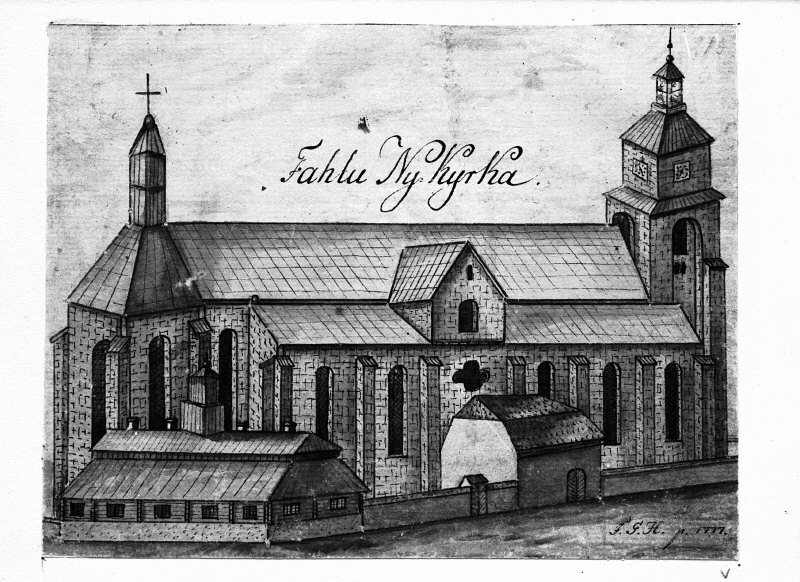
Widok w roku 1777
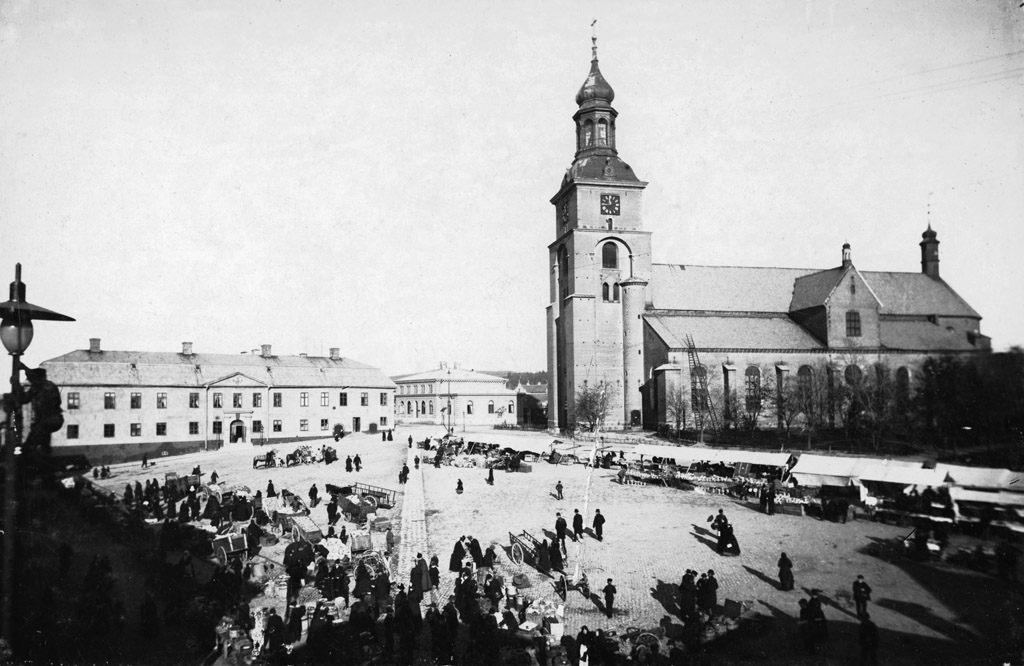
Świątynia około 1900 roku
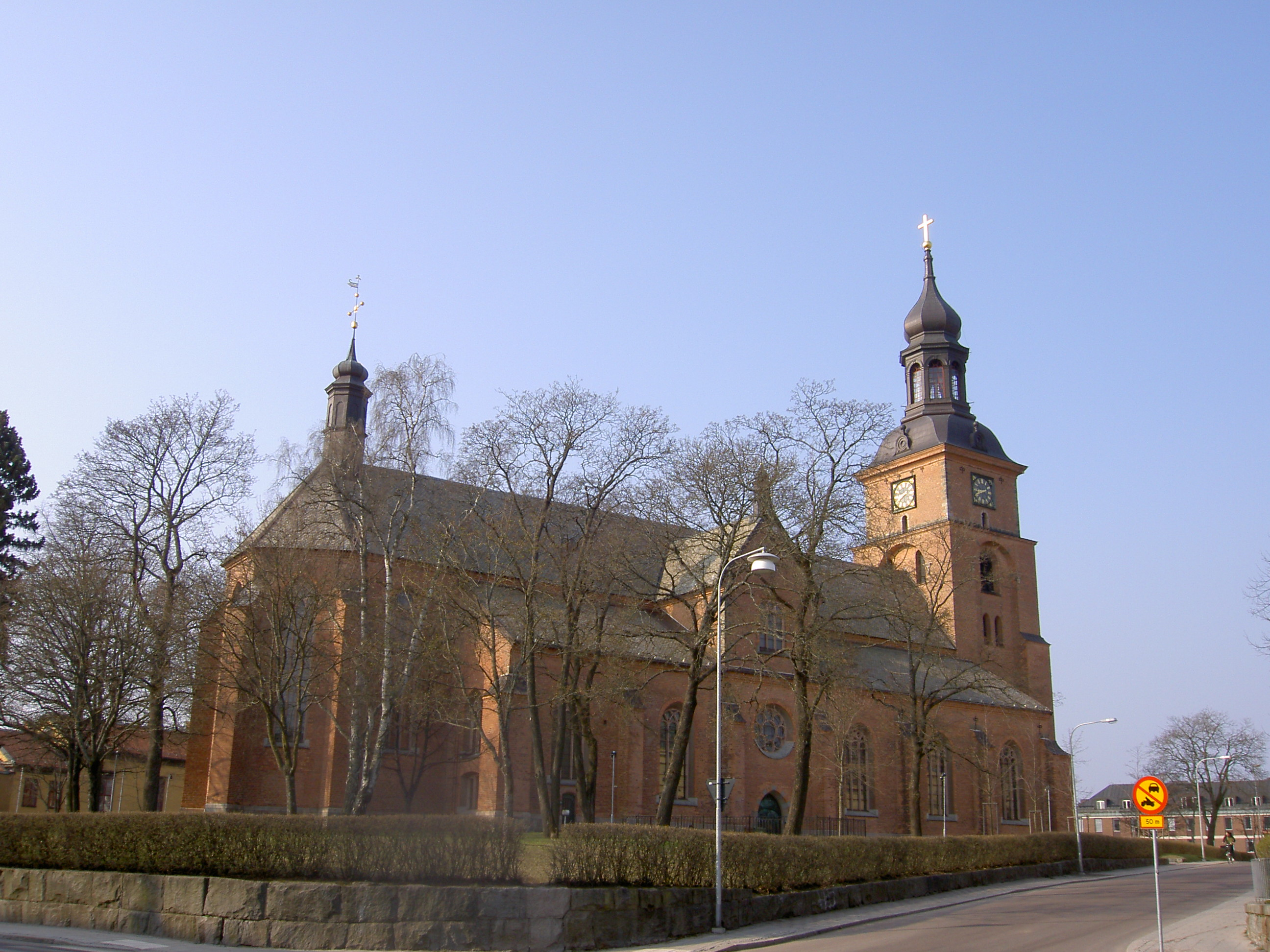
Widok z północnego wschodu
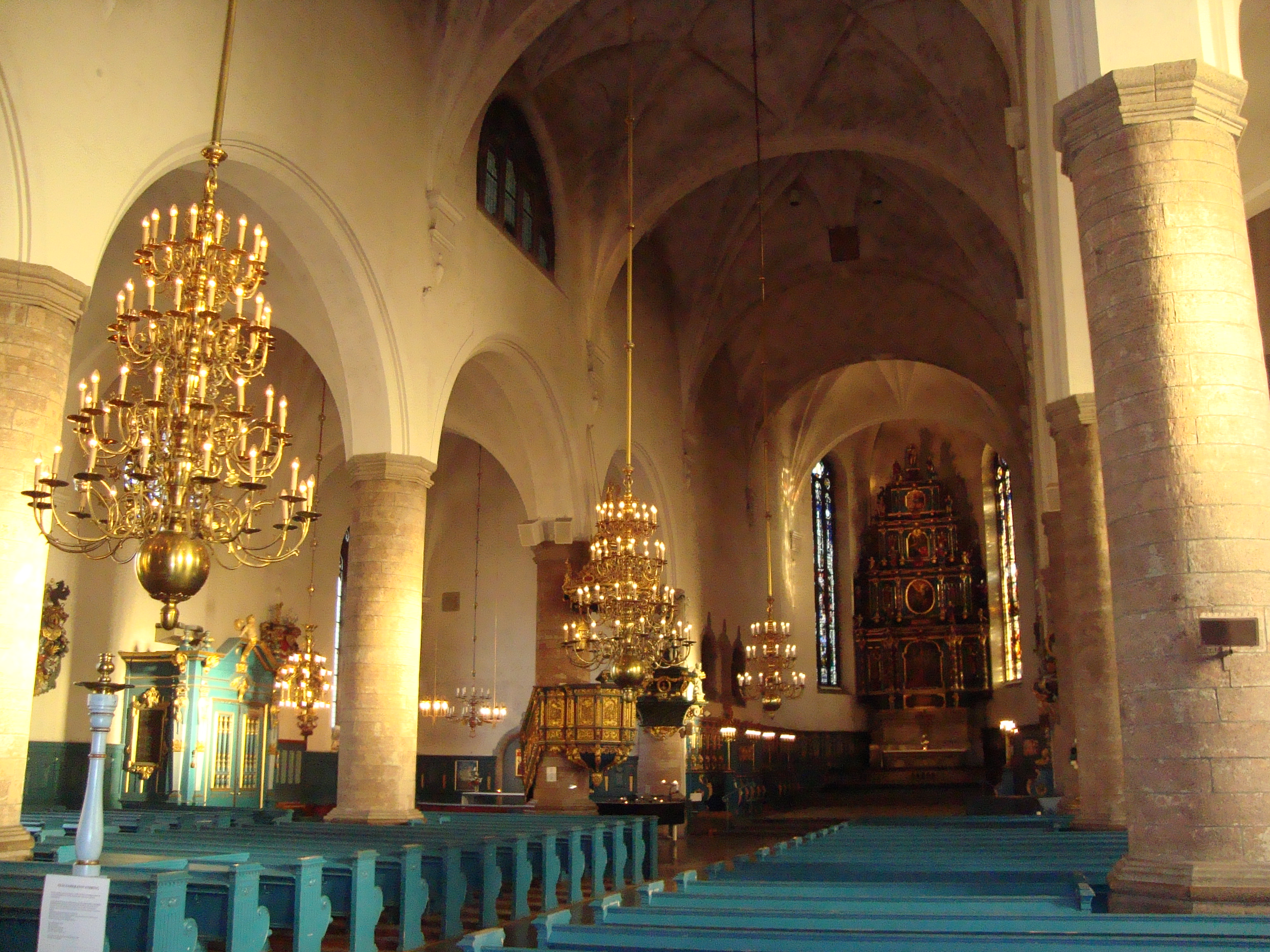
Wnętrze
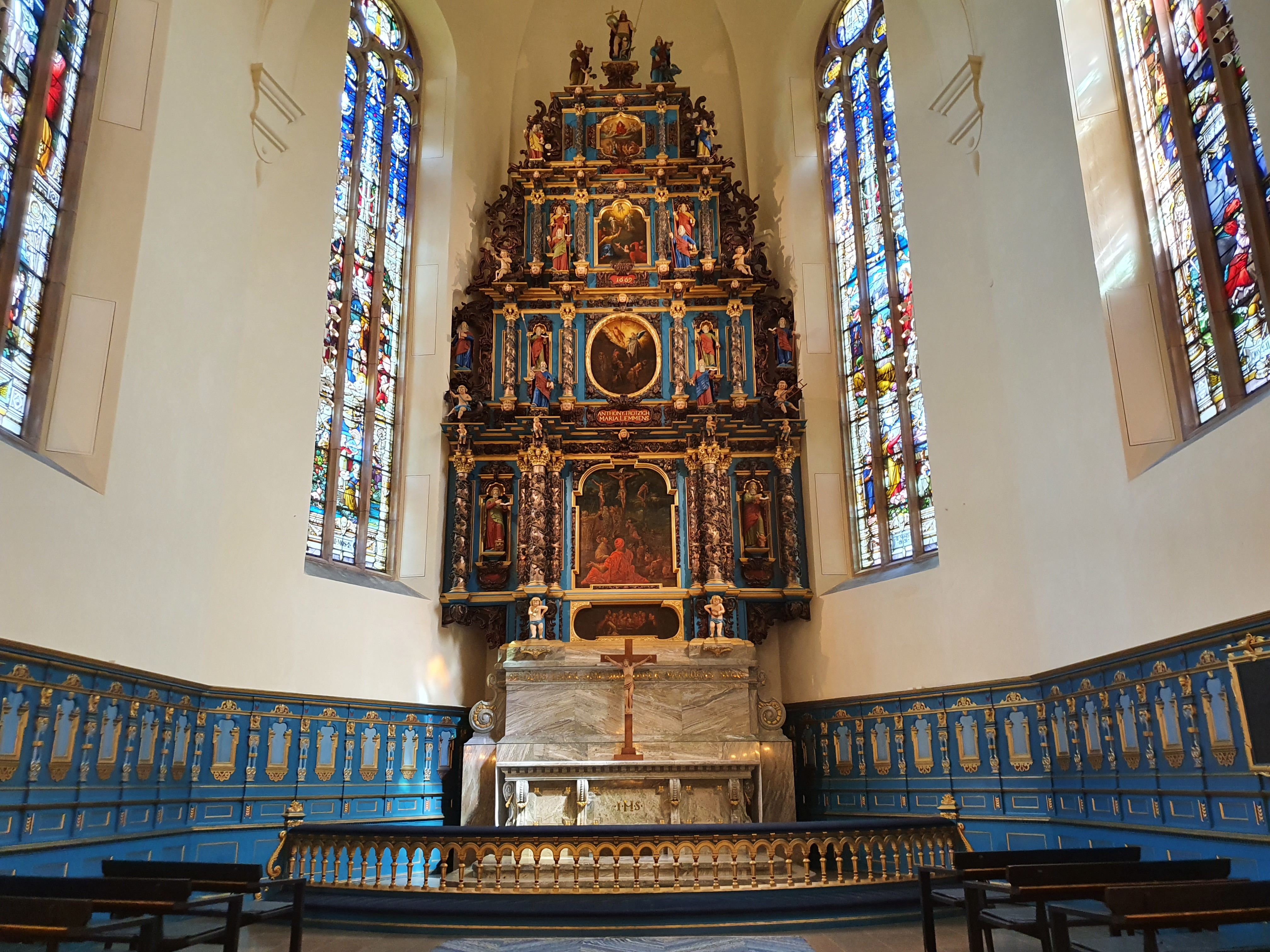
Ołtarz główny
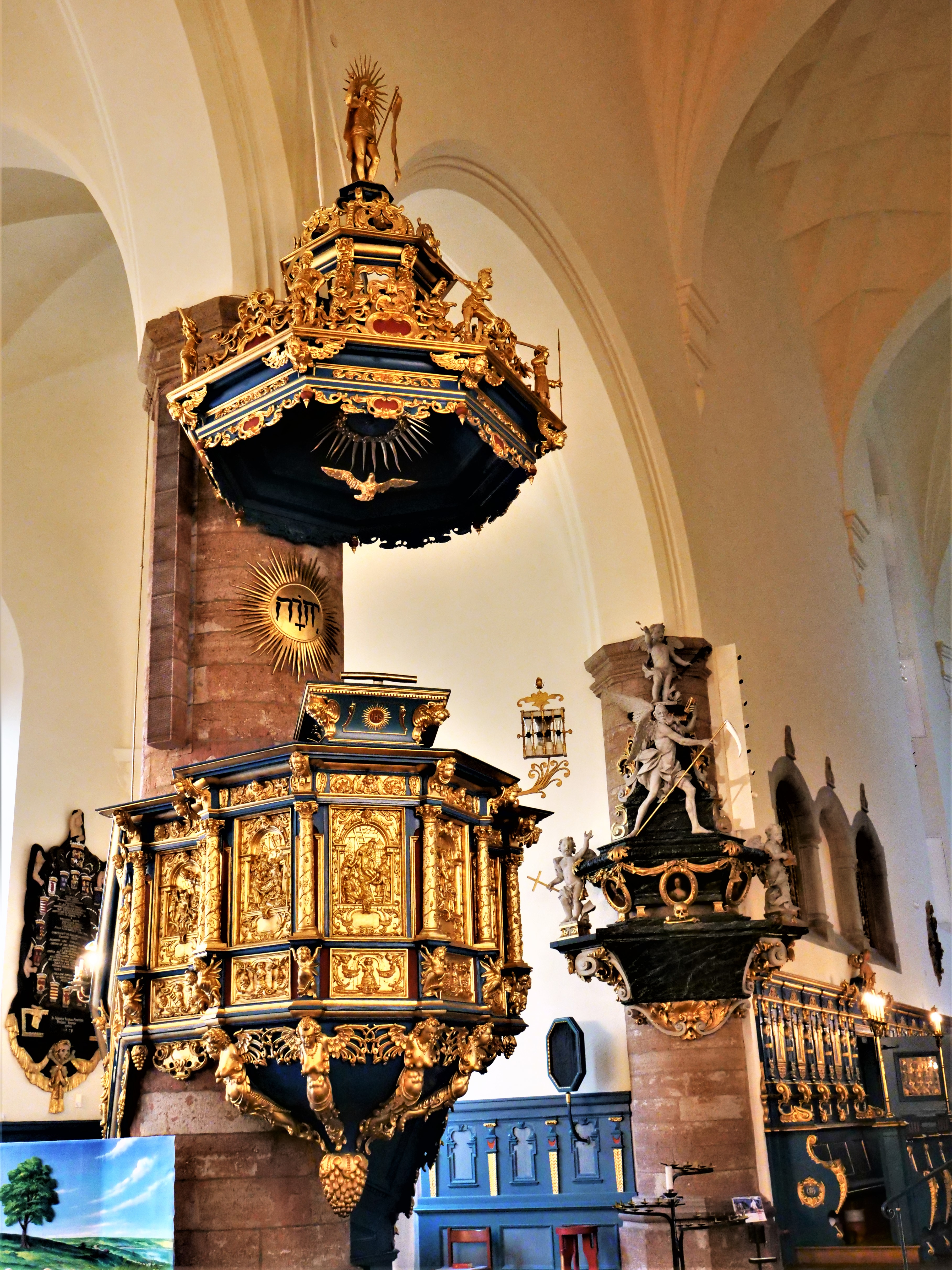
Ambona
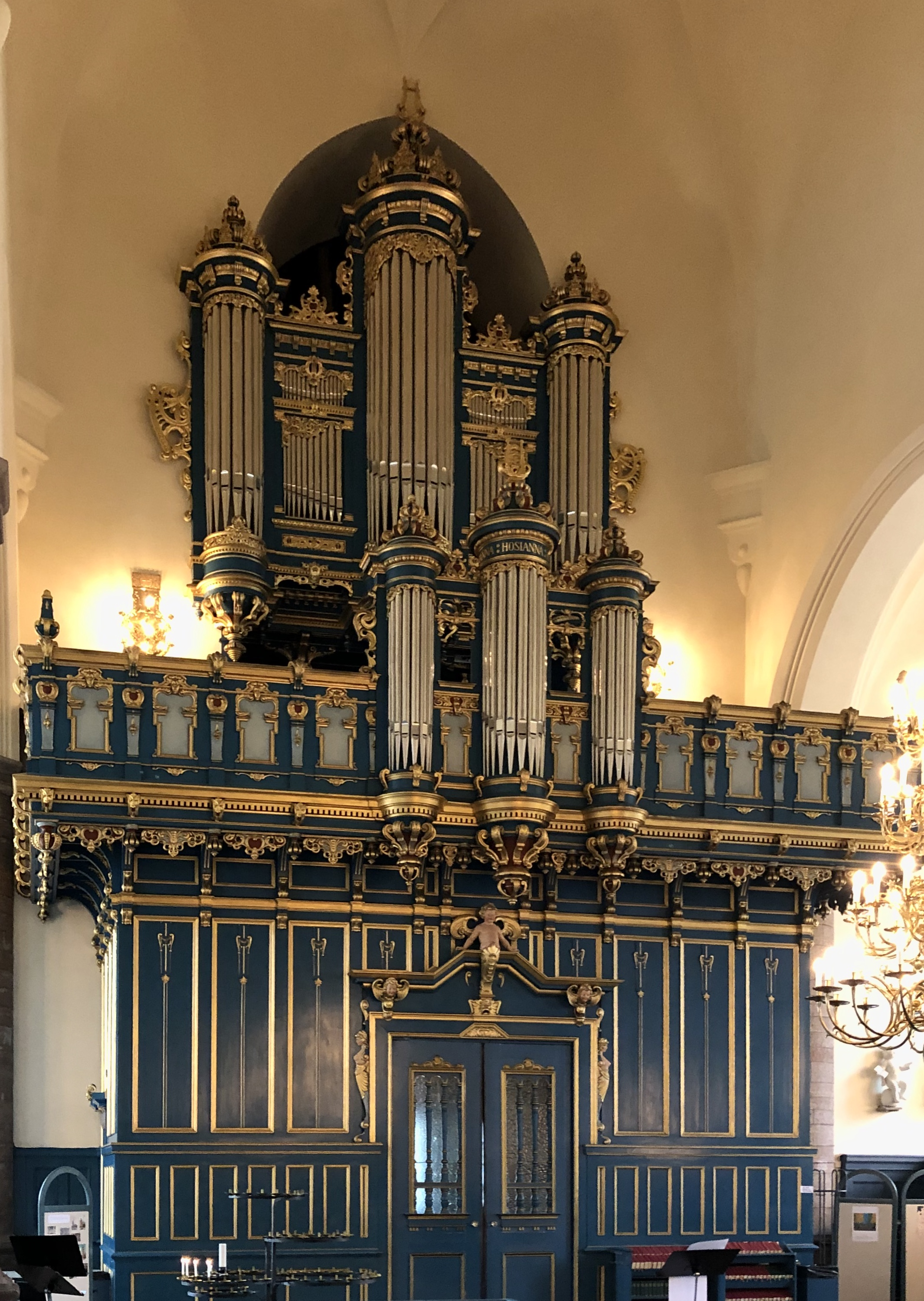
Organy z 1906
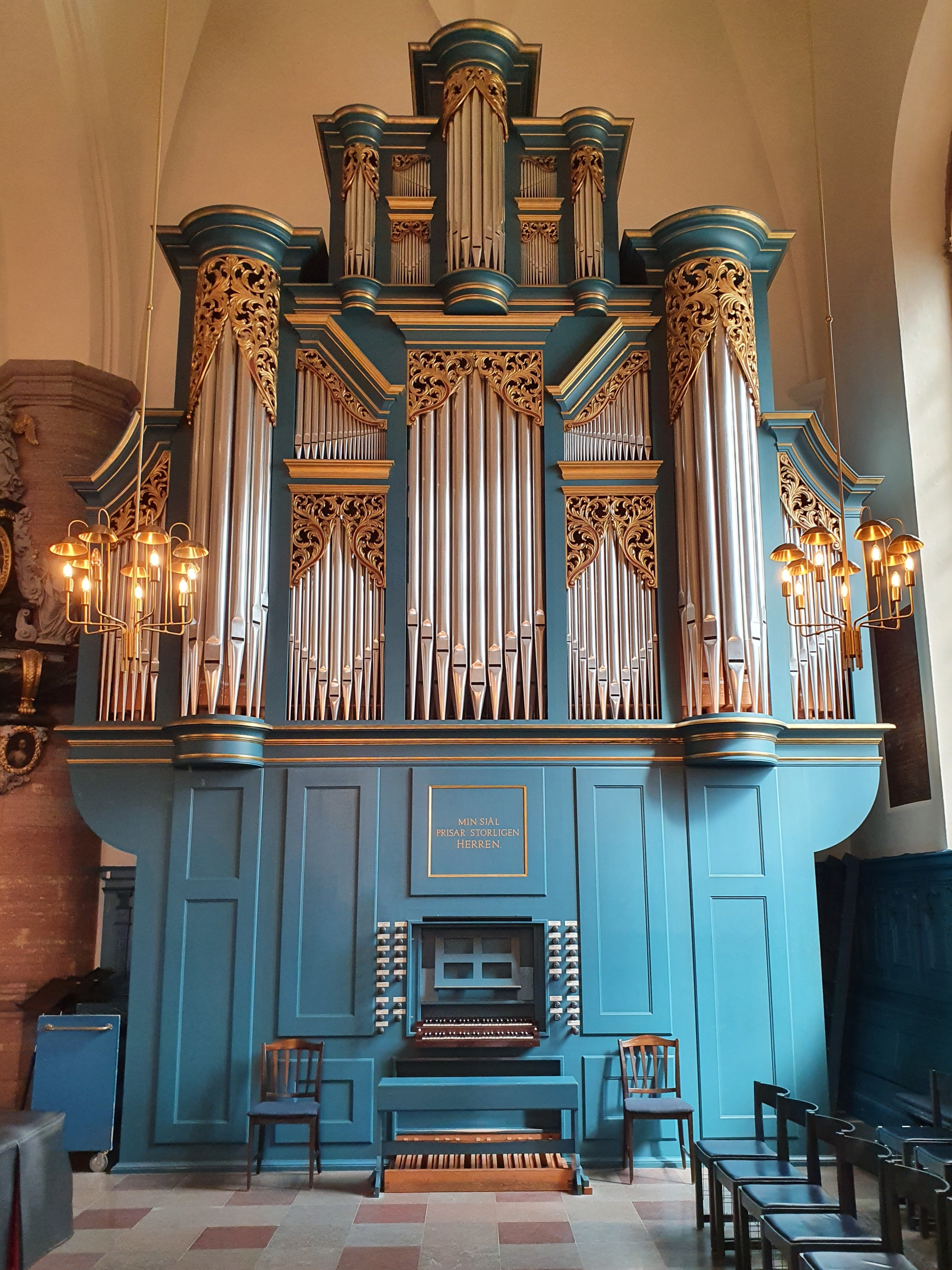
Organy z 1982